# Șincai
Șincai (Hongaars: Mezősámsond) is een comună in het district Mureş, Transsylvanië, Roemenië. Het is opgebouwd uit vier dorpen, namelijk:
- Lechincioara
- Pusta
- Şincai
- Şincai-Fânaţe

## Demografie
De comună had in 2002 1.634 inwoners, in 2007 waren dat er nog 1.601. Dat is een daling van 33 inwoners (-2,0%) in vijf jaar tijd. Șincai heeft een etnisch gemixte bevolking met een Roemeense meerderheid. Volgens de volkstelling van 2007 had het zo'n 912 (57,0%) Roemenen en 650 (40,6%) Hongaren.
In de hoofdplaats vormen de Hongaren een relatieve meerderheid, het dorp had in 2011 1133 inwoners (513 Hongaren, 429 Roemenen en 165 Roma). De gemeente ligt daarmee precies op de taalgrens tussen het Roemeenstalige deel van het district en het traditioneel Hongaarstalige Szeklerland.

### volkstelling 2011
Tijdens de volkstelling van 2011 had de gemeente 1622 inwoners. Hiervan waren er 887 Roemenen (54,7%) en 538 Hongaren (33,2%).
De Roma minderheid bedroeg in 2011 165 personen (10,2%).

## Bekende inwoners
De bekende Roemeense historicus, taalkundige en dichter Gheorghe Șincai is hier geboren.